# Olivier Pédémas
Olivier Pédémas (* 31. August 1968 in Bagnères-de-Luchon) ist ein ehemaliger französischer Fußballtorhüter und heutiger -trainer.

## Karriere

### Spieler
In seiner Jugend spielte Pédémas erst von 1980 bis 1984 bei der JE Toulouse und wechselte anschließend zum FC Toulouse, wo er ab 1988 Teil der ersten Mannschaft wurde. Hier kam er nur vereinzelt zum Einsatz und wurde so zur Saison 1991/92 an AF Rodez verliehen. Nach seiner Rückkehr schloss er sich Anfang des Jahres 1993 dem Le Mans FC an. Nach ebenfalls nur wenigen Einsätzen in seinen ersten Spielzeiten, erreichte er zur Saison 1994/95 den Status des Stammtorhüters. Zur Saison 1998/99 wechselte er zu LB Châteauroux, wo er in der Liga lediglich einmal zum Einsatz kam. Zur Folgesaison kehrte er zu Le Mans zurück und beendete dort nach der Saison 2004/05 seine Karriere.

### Trainer
Direkt nach dem Ende seiner Karriere als Torwart übte er diese Profession weiter bei seinem Verein Le Mans FC als Torwarttrainer im Stab von mehreren Cheftrainern aus. Im Mai 2012 verließ er Le Mans, um im Team von Sabri Lamouchi die ivorische Nationalmannschaft zu betreuen. Mit ihm zusammen zog er Ende 2014 zu Al-Jaish weiter. Als Chef-Trainer war Pédémas in der Saison 2018/19 bei Luzenac AP und 2018/19 beim Sablé FC tätig.
Zurück im Team von Lamouchi ging es danach bei Nottingham Forest und al-Duhail weiter.
Im Anschluss wandte er sich dem Frauenfußball zu. Dort ist er seit Januar 2022 im Trainerteam der marokkanischen Nationalmannschaft tätig.